# خاندان افنان
افنان خانواده‌ای از بهاییان ایرانی است. افنان در تازی جمع «فنن» است، که خود به معنای «شاخه راست» است. این نامی است، که بهاءالله برای اشاره به خاندان مادری علی‌محمد باب به کار برده است. نیای این خاندان میرزا علی، پدرزن علی‌محمد باب و عموی مادرش، پدر حاج میرزا سید حسن افنان کبیر است.